# Wilhelm Kreuz

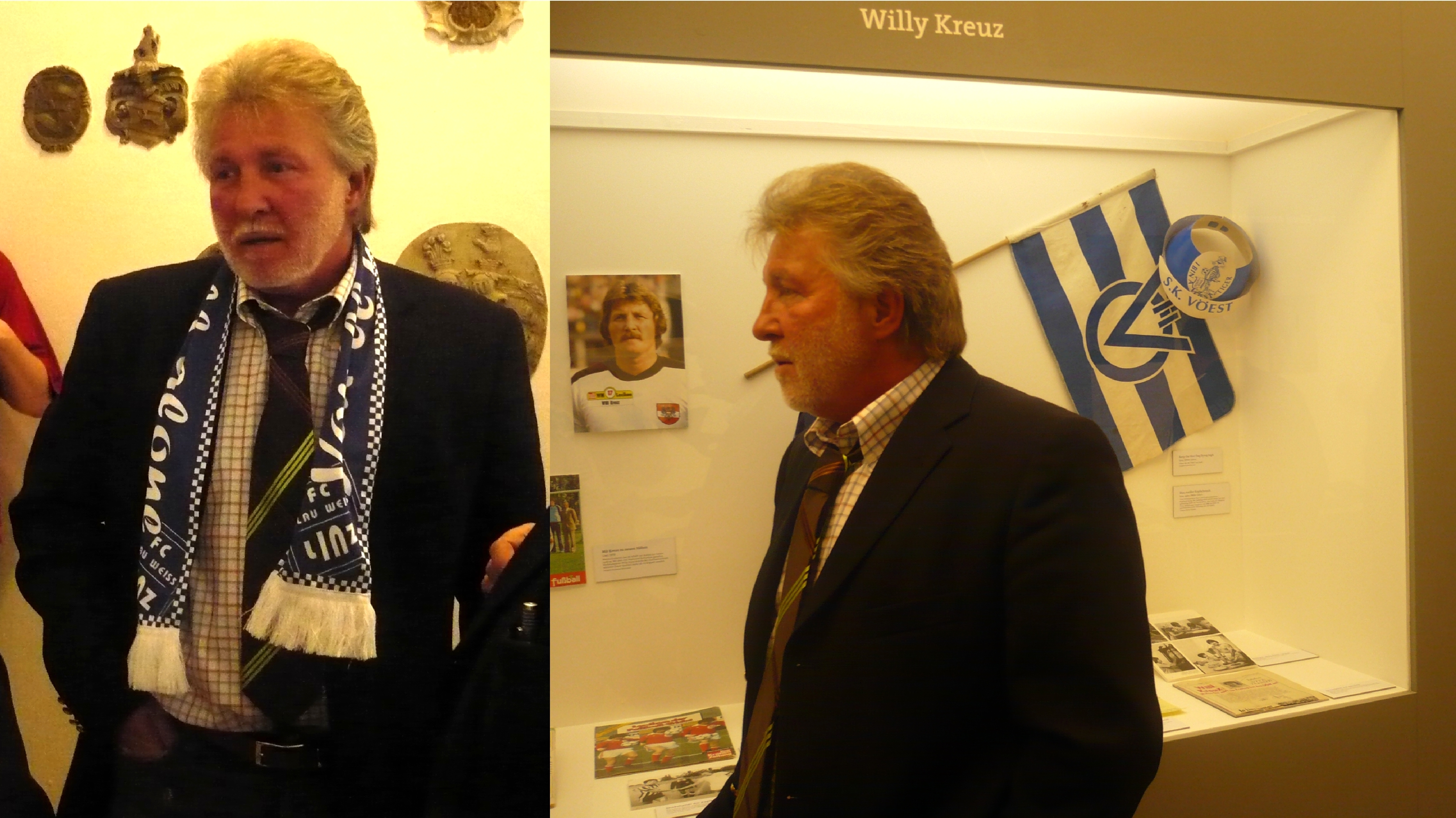
Wilhelm Kreuz bei einer Ausstellung zum Thema Fußball im Linzer Schlossmuseum – links mit einem Fanschal des FC Blau-Weiß Linz, Nachfolgeverein seines ehemaligen Klubs SK VÖEST, rechts vor einer ihm gewidmeten Vitrine (2008)

Wilhelm „Willy“ Kreuz (* 29. Mai 1949 in Wien) ist ein ehemaliger österreichischer Fußballspieler. Der Stürmer wurde 1971 österreichischer Torschützenkönig und stand in der Nationalmannschaft, die bei der Weltmeisterschaft 1978 den amtierenden Weltmeister Deutschland im Wunder von Córdoba schlug.

## Karriere
Willy Kreuz spielte seine ersten Partien in der Meisterschaft für den amtierenden Meister Admira Energie 1966 und avancierte bald zu einem der treffsichersten Stürmer des Vereins. Für die Nationalmannschaft debütierte er bereits am 19. April 1969 gegen Zypern in Nikosia. Mit je einem Tor in seinen ersten drei Länderspielen hatte Willy Kreuz bald einen Stammplatz im Team. Nachdem er 1971 seine Leistung in der Südstadt mit dem Titel des österreichischen Torschützenkönigs mit 26 Treffern krönte, wechselte der Stürmer in die Niederlande zu Sparta Rotterdam. Nach zwei Saisonen bei Sparta gelang schließlich der Sprung zum großen Stadtkonkurrenten Feyenoord, mit dem er gleich in den ersten beiden Saisonen niederländischer Vizemeister hinter PSV Eindhoven wurde.
Mit der Nationalmannschaft verpasste Willy Kreuz ganz knapp die Qualifikation zur WM 1974 durch eine 1:2-Niederlage im Entscheidungsspiel gegen Schweden im verschneiten Gelsenkirchen. Bei der WM 1978 feierte der Stürmer allerdings große Erfolge mit dem Team und belegte den 7. Rang. Im Sommer 1978 kehrte Willy Kreuz nach der WM nach Österreich zurück, wo er zu VÖEST Linz ging. Eine Verletzung (Bänderriss im linken Knöchel) in der vorletzten Runde der Saison 1978/79 bei der 1:2-Niederlage am 15. Juni im Match bei seinem Ex-Klub Admira im Bundesstadion Südstadt brachte seine Pläne etwas durcheinander, jedoch stand er seinem Klub zum Saisonauftakt am 17. August (1:3-Niederlage beim Lokalrivalen Linzer ASK) sowie dem Nationalteam beim 4:0 in Wien in der Europameisterschafts-Qualifikation gegen Norwegen am 29. August wieder zur Verfügung (und erzielte per Kopfball sogar den Treffer zum 3:0). In dieser Saison 1979/80 wurde er österreichischer Vizemeister.
Er ließ seine Karriere 1982/83 in Eisenstadt ausklingen. In seinem letzten Spiel für die Nationalmannschaft, in dem er ab der 80. Minute für Herbert Prohaska eingewechselt worden war, gab es am 17. Juni 1981 in Linz in einem Match der Weltmeisterschafts-Qualifikation einen 5:1-Sieg gegen Finnland.
Später arbeitete Willy Kreuz als Trainer bei mehreren Vereinen. Ende September 1988 übernahm er, damals Co-Trainer bei Admira, den zu diesem Zeitpunkt in der 2. Division spielenden SK VÖEST Linz (später als Stahl Linz bzw. FC Linz bekannt), wobei er den erfolglosen Johann Kondert (bekannt als Janos Kondert) ablöste. 1991 konnte er sensationell mit dem „kleinen“ SV Stockerau den österreichischen Cup gewinnen. Zum Saisonbeginn 2015 übernahm er das Traineramt des burgenländischen Landesligisten ASK Klingenbach, nach zehn sieglosen Spielen verließ er den Klub jedoch wieder.

## Erfolge
- 1 × Österreichischer Torschützenkönig: 1971
- 1 × Österreichischer Vizemeister: 1980
- 2 × Niederländischer Vizemeister: 1975, 1976

- Teilnahme an der Fußball-Weltmeisterschaft 1978: 7. Platz
- 56 Länderspiele und 10 Tore für die österreichische Fußballnationalmannschaft von 1969 bis 1981

## Belege
1. ↑  Willy Kreuz. Vereinsspiele. In: weltfussball.at. Abgerufen am 23. Juli 2024.
2. ↑  «Willy Kreuz liegt im Spital». In: Arbeiter-Zeitung. Wien 17. Juni 1979, S. 11.
3. ↑  «Fast 60 Minuten perfekt». In: Arbeiter-Zeitung. Wien 31. August 1979, S. 12.
4. ↑  SC Eisenstadt. Kader 1982/1983. In: weltfussball.at. Abgerufen am 23. Juli 2024.
5. ↑  Rechts unten: «Kreuz bei VÖEST». In: Arbeiter-Zeitung. Wien 26. September 1988, S. 23.
6. ↑  Mit Willy Kreuz in die neue Saison! (Memento vom 1. August 2016 im Internet Archive). In: askoe-klingenbach.at. 25. Juli 2015, abgerufen am 23. Juli 2024.
7. ↑  Trainerwechsel: Schiffer für Kreuz! (Memento vom 1. August 2016 im Internet Archive). In: askoe-klingenbach.at. 6. Oktober 2015, abgerufen am 23. Juli 2024.

| Personendaten    | Personendaten                        |
| ---------------- | ------------------------------------ |
| NAME             | Kreuz, Wilhelm                       |
| ALTERNATIVNAMEN  | Kreuz, Willy                         |
| KURZBESCHREIBUNG | österreichischer Fußballspieler      |
| GEBURTSDATUM     | 29. Mai 1949                         |
| GEBURTSORT       | Wien, Besetztes Nachkriegsösterreich |